# 18 Tauri
18 Tauri, som är stjärnans Flamsteed-beteckning, är en ensam stjärna i den östra delen av stjärnbilden Oxen. Den har en  skenbar magnitud på ca 5,66 och är svagt synlig för blotta ögat där ljusföroreningar ej förekommer. Baserat på parallax enligt Gaia Data Release 2 på ca 7,34 mas, beräknas den befinna sig på ett avstånd på ca 444 ljusår (ca 136 parsek) från solen. Den rör sig bort från solen med en heliocentrisk radialhastighet av ca 5 km/s. Stjärna är belägen i den öppna stjärnhopen Plejaderna, är en av de ljusstarkare stjärnorna i stjärnhopen och tillhör de mest avlägsna i denna. Stjärnans position nära ekliptikan betyder att den är föremål för ockultationer med månen.

## Egenskaper
18 Tauri är en blå till vit stjärna i huvudserien av spektralklass B8 V, Den har en massa som är ca 3,3 solmassor, en radie som är ca 2,9 solradier och utsänder ca 160 gånger mera energi än solen från dess fotosfär vid en effektiv temperatur på ca 13 700 K.
18 Tauri visar ett överskott av infraröd strålning, vilket tyder på närvaro av en omkretsande stoftskiva med en svartkroppstemperatur på 75 K och med en separation av 137,8 AE från värdstjärnan.